# Episodi de Il Clown (prima stagione)
Gli episodi del telefilm sono andati in onda su Rai 2:
| nº | Titolo originale       | Titolo italiano              | Prima TV Germania | Prima TV Italia |
| -- | ---------------------- | ---------------------------- | ----------------- | --------------- |
| 00 | Feindschaft            | Il caso Gortz                | 21 aprile 1998    |                 |
| 1  | Dreckiges Geld         | Denaro sporco                | 28 aprile 1998    |                 |
| 2  | Tod durch Erpressung   | Ricatto mortale              | 12 maggio 1998    |                 |
| 3  | Das Duell              | Il duello                    | 19 maggio 1998    |                 |
| 4  | Waffenbrüder           | Gina                         | 26 maggio 1998    |                 |
| 5  | Harlekin               | Pierrot                      | 2 giugno 1998     |                 |
| 6  | Die Schatten Rasputins | Vendetta                     | 9 giugno 1998     |                 |
| 7  | Tödliche Begegnung     | Un affare cinese             |                   |                 |
| 8  | Freifall               | Caduta libera                |                   |                 |
| 9  | Yakuza                 | Yakuza                       |                   |                 |
| 10 | Das Lindenbergbaby     | L'eredità Lindberg           |                   |                 |
| 11 | In der Zange (1 e 2)   | Un ballo in maschera (1 e 2) |                   |                 |
| 12 | In der Zange (1 e 2)   | Un ballo in maschera (1 e 2) |                   |                 |
| 13 | Absturz                | Sabotaggio                   |                   |                 |
| 14 | Todesengel             | L'angelo della morte         |                   |                 |
| 15 | Schmutzige Geschäfte   | Affari sporchi               |                   |                 |
| 16 | Feierabend             | L'addio                      |                   |                 |

## Il caso Gortz
- Titolo originale: Feindschaft
- Diretto da: Connie Walther
- Scritto da: Matthias Herbert

### Trama
Mesi dopo le prime avventure, Ludowski chiede un nuovo favore a Max di arrestare Gortz, un grosso trafficante d'eroina, gestisce un'agenzia immobiliare, ha diversi bar e discoteche e persino una ditta di trasporto valori. Oggi, per il ministero delle finanze, deve trasferire 100 milioni di dollari, e ha in mente di rapinare il suo stesso furgone. Max, con la sua identita del clown e dell'aiuto di Claudia e Dobbs, cercano di fermare il criminale. Nella sua avventura, incontra anche Patrizia, la figlia di Ludowski, e Kevin, figlio di Patrizia e nipote di Ludowski, che pero vengono catturati dagli scagnozzi di Gortz. Max scopre anche che Ludowski vuole vendicare la morte di sua moglie Katia di cui Patrizia accusa Ludowski per l'omicidio, motivo che lui venne catturato dalla polizia da parte di Fuhrman ed scortato nel carcere di Pulheim, ma Max e la sua squadra riescono a salvare la famiglia di Ludowski dalle grinfie di Gortz, e con l'aiuto di Chris, assalgono il traffico di droga e arrestano tutti i membri di Gortz. Ludowski riesce a confrontarsi col criminale, ma al momento che lui prema il grilletto, Max ritiene che non le vale la pena. Quindi non lo uccide e risparmia la sua vita, arrestandolo comunque. Ludowski dice a Fuhrman che non ha coperto nessuno, non collabora con nessuno e non lavora più per nessuno, di cui da le dimissioni dal distretto di polizia. Max, Dobbs e Claudia se ne vanno via coll'elicottero.
Guest star: Dieter Laser (Gortz), Stephanie Philipp (Patrizia), Markus Maria Profitlich (Harry), Johannes Hartmann-Stevens, Max Müller (Chris Bürling), Nicholas Bodeux, Helmfried von Lüttichau (Roland), Andere (Kevin)
NOTA: Questo fu l'unico episodio a non essere stato replicato sia su Rai 2 che su AXN